# Bauhinia campestris
Bauhinia campestris är en ärtväxtart som beskrevs av Gustaf Oskar Andersson Malme. Bauhinia campestris ingår i släktet Bauhinia och familjen ärtväxter. Inga underarter finns listade i Catalogue of Life.